# Кафу
Кафу́ (порт.-браз. Cafú; полное имя — Ма́ркус Эванжели́ста ди Мора́ес; порт.-браз. Marcos Evangelista de Moraes; род. 7 июня 1970, Сан-Паулу) — бразильский футболист, двукратный чемпион мира в составе сборной Бразилии (1994, 2002). В 2002 и в 2006 годах на чемпионатах мира был капитаном сборной. Первый и пока единственный футболист, сыгравший в трёх финальных матчах чемпионатов мира (1994, 1998, 2002). Двукратный победитель Кубка Либертадорес и Межконтинентального кубка в составе «Сан-Паулу», чемпион Бразилии, двукратный чемпион Италии, победитель Лиги чемпионов УЕФА в составе «Милана», Футболист года в Южной Америке 1994, входит в список ФИФА 100.

## Биография
Кафу родился 7 июня 1970 года в Сан-Паулу, Бразилия. Ещё с детства юный игрок пробовал пробиться в состав разных клубов, но каждый раз ему отказывали. Контракт с «Сан-Паулу» подписал в 1988 году. В сезоне 1989 года провёл три игры в чемпионате страны. Постепенно стал игроком основного состава и вместе с командой победил в чемпионате Бразилии 1991.
Дебют в сборной Бразилии состоялся 12 сентября 1990 года в игре против Испании (0:3). Участник четырёх кубков Америки (1991, 1993, 1997, 1999). Дважды побеждал в этом турнире, один раз занимал второе место.
Был в составе «селесао», когда сборная выиграла чемпионат мира по футболу 1994 — в том же году правого защитника признали лучшим футболистом Южной Америки. Первым европейским клубом, в который перебрался Кафу, был испанский «Реал Сарагоса», который именно в сезоне 1994/95 завоевал Кубок обладателей кубков УЕФА. В испанской команде Кафу играл только один сезон, затем вернулся на родину — в «Палмейрас».

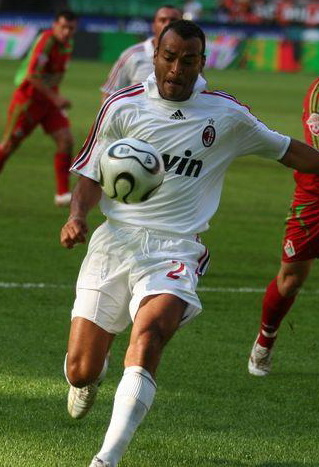
Кафу в составе Милана»

Летом 1997 года подписал контракт с итальянской «Ромой». За большую скорость римские болельщики наградили его прозвищем «Pendolino» (название итальянского скоростного поезда). Под руководством итальянского специалиста Фабио Капелло «Рома» в сезоне 2000/01 выиграла Серию А, а в следующем году Кафу уже в ранге капитана сборной победил на чемпионате мира 2002.
Сезон 2003/04 правый защитник начал в «Милане». Вместе с «россонери» Кафу выиграл титул чемпиона Италии 2004, завоевал Суперкубок страны и провёл все 120 минут финала Лиги чемпионов 2004/05, где в серии пенальти «Ливерпуль» победил итальянский клуб после ничьи 3:3 в основное время. Начиная с сезона 2005/06 бразилец стал реже попадать в основной состав. В сезоне 2006/07 на его позицию «Милан» приобрёл Массимо Оддо из «Лацио».
Тренер Бразилии Карлос Алберто Паррейра всё же отвёл для Кафу место основного правого защитника на чемпионате мира 2006 в Германии. Вылет в четвертьфинале обеспокоил футбольную общественность Бразилии, и новым наставником был назначен бывший известный полузащитник сборной, Дунга. Он взял курс на омоложение национальной команды и перестал вызывать многих «ветеранов» (в частности Роберто Карлоса, Роналдо, Диду и Кафу). Всего на чемпионатах мира Кафу сыграл 20 матчей, по этому показателю он входит в десятку лидеров за всю историю и лидирует среди всех бразильцев. В сборной Бразилии он является рекордсменом — за 16 лет защитник провёл 142 игры за «селесао».
Сезон 2007/08 Кафу начал на скамейке запасных — его скорость и физподготовка перестала удовлетворять Карло Анчелотти. По завершении сезона он принял решение об окончании футбольной карьеры.
В середине февраля 2008 года появилась информация, что 37-летний бразилец получил от киевского «Арсенала» предложение продолжить карьеру на Украине. Эти слухи не были подтверждены и просто стали частью PR-кампании руководства «канониров», направленной на увеличение популярности команды. Когда Кафу сообщили о желании Вадима Рабиновича, бразилец сказал, что «ничего смешнее в жизни не слышал».

## Статистика
| Выступление      | Выступление      | Выступление      | Чемпионат | Чемпионат | Кубок | Кубок | Еврокубки | Еврокубки | Прочие | Прочие | Итого | Итого |
| Клуб             | Лига             | Сезон            | Игры      | Голы      | Игры  | Голы  | Игры      | Голы      | Игры   | Голы   | Игры  | Голы  |
| ---------------- | ---------------- | ---------------- | --------- | --------- | ----- | ----- | --------- | --------- | ------ | ------ | ----- | ----- |
| Рома             | Серия A          | 1997/98          | 31        | 1         | 5     | 0     | 0         | 0         | 0      | 0      | 36    | 1     |
| Рома             | Серия A          | 1998/99          | 20        | 1         | 0     | 0     | 6         | 0         | 0      | 0      | 26    | 1     |
| Рома             | Серия A          | 1999/00          | 28        | 2         | 4     | 0     | 5         | 0         | 0      | 0      | 37    | 2     |
| Рома             | Серия A          | 2000/01          | 31        | 1         | 2     | 0     | 7         | 0         | 0      | 0      | 40    | 1     |
| Рома             | Серия A          | 2001/02          | 27        | 0         | 1     | 0     | 10        | 2         | 0      | 0      | 38    | 2     |
| Рома             | Серия A          | 2002/03          | 26        | 0         | 3     | 1     | 12        | 0         | 0      | 0      | 41    | 1     |
| Рома             | Итого            | Итого            | 163       | 5         | 15    | 1     | 40        | 2         | 0      | 0      | 218   | 8     |
| Милан            | Серия A          | 2003/04          | 28        | 1         | 1     | 0     | 9         | 0         | 3      | 0      | 41    | 1     |
| Милан            | Серия A          | 2004/05          | 33        | 1         | 0     | 0     | 12        | 0         | 1      | 0      | 46    | 1     |
| Милан            | Серия A          | 2005/06          | 19        | 1         | 1     | 0     | 5         | 0         | 0      | 0      | 25    | 1     |
| Милан            | Серия A          | 2006/07          | 24        | 0         | 3     | 0     | 8         | 0         | 0      | 0      | 35    | 0     |
| Милан            | Серия A          | 2007/08          | 15        | 1         | 2     | 0     | 1         | 0         | 1      | 0      | 19    | 1     |
| Милан            | Итого            | Итого            | 119       | 4         | 7     | 0     | 35        | 0         | 5      | 0      | 166   | 4     |
| Всего за карьеру | Всего за карьеру | Всего за карьеру | 282       | 9         | 22    | 1     | 75        | 2         | 5      | 0      | 384   | 12    |

## Достижения

### Командные
«Сан-Паулу»
- Чемпион штата Сан-Паулу (3): 1989, 1991, 1992
- Обладатель Кубка Либертадорес (2): 1992, 1993
- Обладатель Межконтинентального кубка (2): 1992, 1993
- Обладатель Суперкубка Либертадорес: 1993
- Чемпион Рекопа (2): 1993, 1994
- Итого: 10 трофеев

«Реал Сарагоса»
- Обладатель Кубка кубков УЕФА: 1994/1995
- Итого: 1 трофей

«Палмейрас»
- Чемпион штата Сан-Паулу: 1996
- Итого: 1 трофей

«Рома»
- Чемпион Италии: 2000/2001
- Обладатель Суперкубка Италии: 2001
- Итого: 2 трофея

«Милан»
- Чемпион Италии: 2003/2004
- Обладатель Суперкубка Италии: 2004
- Победитель Лиги Чемпионов УЕФА: 2006/2007
- Победитель Клубного чемпионата мира: 2007
- Обладатель Суперкубка УЕФА (2): 2003, 2007
- Финалист Лиги чемпионов УЕФА: 2004/2005
- Итого: 6 трофеев

Сборная Бразилии
- Чемпион мира (2): 1994, 2002
- Вице-чемпион мира: 1998
- Обладатель Кубка Америки (2): 1997, 1999
- Обладатель Кубка конфедераций ФИФА: 1997
- Участник чемпионатов мира (4): 1994, 1998, 2002, 2006
- Итого: 5 трофеев

### Личные
- Футболист года в Южной Америке: 1994
- Член символической сборной сезона УЕФА (2): 2004, 2005
- Член сборной ФИФПРО: 2005
- Введен в зал славы футбольного клуба «Милан»
- Введен в зал славы футбольного клуба «Рома»
- Входит в список ФИФА 100